# 陳嘉晉
陳嘉晉（Chan Ka Chun，1988年8月16日—），生於香港，是一名前職業足球運動員，擔任中場，現時效力香港甲組足球聯賽球隊佳聯元朗。

## 球員生涯
陳嘉晉出身於香港老牌球會南華青年軍，2008年3月獲提升為甲組後備。曾於2007年暑假，與青年軍隊友賴文飛一同獲派到日本，跟隨日本職業足球聯賽球會橫濱水手接受短期訓練。
在2007/08年度球季，入選南華的2008年亞協盃的參賽球員名單，並於2008年4月16日作客馬來西亞超級聯賽球會吉打時，首次獲得正選上陣機會。
2008-09年度球季，被南華外借予新加入甲組的地區球隊天水圍飛馬。
2009-10年度球季，陳嘉晉與鄭少偉、鄭璟昊一同轉投傑志，惟隨即被外借予香港甲組足球聯賽「升班馬」大中。
2011年7月8日，於個人facebook透露決定放棄職業球員生涯，轉投香港乙組足球聯賽球隊元朗。

## 外部連結
- 香港足球總會網站球員註冊資料 （页面存档备份，存于）